# Thestor dobrogensis
Thestor dobrogensis är en fjärilsart som beskrevs av Caradja 1895. Thestor dobrogensis ingår i släktet Thestor och familjen juvelvingar. Inga underarter finns listade i Catalogue of Life.